# Marie Ingerslev
Marie Ingerslev (født 11. oktober 1974 i København) er en dansk autodidakt sangerinde, sangskriver og skuespiller. Hun er datter af skuespillerinden Inger Hovman og skuespilleren Jess Ingerslev. Som 9-årig blev hun optaget på musikskolen Sankt Annæ Gymnasiums grundskole. I dag har hun etableret sig som sanger og komponist og har optrådt ved en række forskellige festivaler blandt andet på Copenhagen Jazz Festival, Midtfyns Festival og Roskilde Festival. Hun har sig eget band kaldet "Mary" hvilket i 2006 debuterede med deres debutalbum MARY – In the head of a dreamer.

## Filmografi
- Valhalla (1986) – stemme, Tjalfe
- Den lille havfrue (film fra 1989) - stemme, Ariel
- Lad isbjørnene danse (1990) – Skoleelev
- Drengene fra Sankt Petri (1991) – Kor, syngende pige
- Min fynske barndom (1994) – Karoline, Carls søster